# 肝付兼英

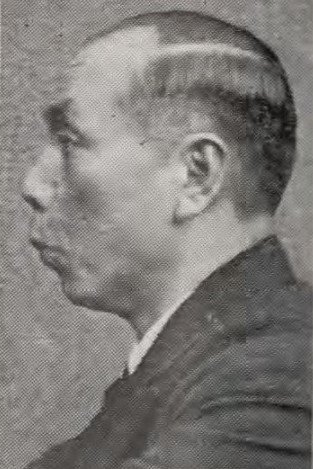
肝付兼英

肝付 兼英（きもつき かねふさ、1893年（明治26年）7月29日 - 1974年（昭和49年）11月22日）は、大正から昭和期の農林技師、政治家、華族。貴族院男爵議員。

## 経歴
海軍士官・肝付兼行の長男として生まれる。父の死去に伴い、1922年（大正11年）2月10日、男爵を襲爵した。
1923年（大正12年）早稲田大学理工学部を卒業した。同年、農商務技手に就任。以後、商工技手、資源局技師などを務めた。
1929年（昭和4年）4月27日、貴族院男爵議員補欠選挙で当選し、公正会に所属して活動し1947年（昭和22年）5月2日の貴族院廃止まで3期在任した。同年の第1回参議院議員通常選挙に全国区から立候補したが落選した。その他、廣田内閣・内務参与官、商工省参与、土木会議議員、国立公園委員会委員、中央塗装統制社長、静岡瓦斯監査役などを務めた。

## 親族
- 妻：澄江（瀧口吉良長女）[1]
- 長男：兼一[1]